# Burnett (condado de Dodge, Wisconsin)
Burnett es un pueblo ubicado en el condado de Dodge en el estado estadounidense de Wisconsin. En el Censo de 2010 tenía una población de 904 habitantes y una densidad poblacional de 9,57 personas por km².

## Geografía
Burnett se encuentra ubicado en las coordenadas 43°29′55″N 88°42′4″O / 43.49861, -88.70111. Según la Oficina del Censo de los Estados Unidos, Burnett tiene una superficie total de 94.43 km², de la cual 92.95 km² corresponden a tierra firme y (1.56%) 1.48 km² es agua.

## Demografía
Según el censo de 2010, había 904 personas residiendo en Burnett. La densidad de población era de 9,57 hab./km². De los 904 habitantes, Burnett estaba compuesto por el 99.34% blancos, el 0.11% eran afroamericanos, el 0% eran amerindios, el 0% eran asiáticos, el 0% eran isleños del Pacífico, el 0.55% eran de otras razas y el 0% pertenecían a dos o más razas. Del total de la población el 1.22% eran hispanos o latinos de cualquier raza.